# Harungana madagascariensis
Harungana madagascariensis är en johannesörtsväxtart som beskrevs av Jean Louis Marie Poiret. Harungana madagascariensis ingår i släktet Harungana och familjen johannesörtsväxter. Inga underarter finns listade i Catalogue of Life.

## Bildgalleri

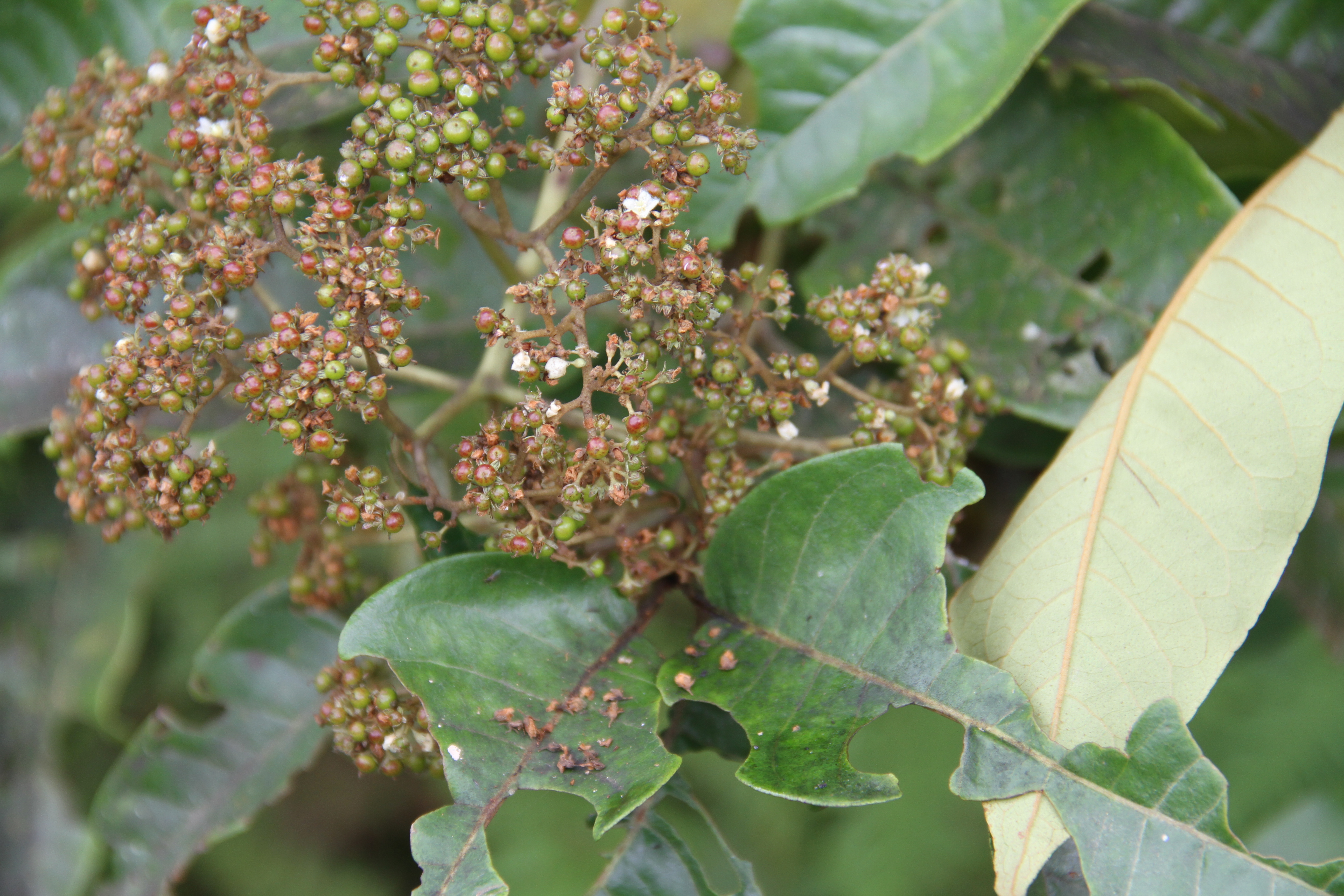